# ارینا دخا
ارینا دخا (اوکراینی: Ірина Михайлівна Деха؛ زادهٔ ۱۴ مهٔ ۱۹۹۶) وزنه‌بردار اهل اوکراین است.
وی در مسابقات کشوری و بین‌المللی در مجموع برندهٔ ۳ مدال طلا شده‌است.